# シェルシュテッテン
シェルシュテッテンまたはシャーシュテッテン (ドイツ語: Scherstetten) は、ドイツ連邦共和国バイエルン州シュヴァーベン行政管区のアウクスブルク郡に属す町村（以下、本項では便宜上「町」と記述する）である。この町はシュタウデン行政共同体に加盟している。

## 地理

### 位置
この町はアウクスブルク郡南西のシュタウデン地域内に位置している。シュタウデンはアウクスブルク＝ヴェストリヘ・ヴェルダー自然公園の主要部をなしている。シェルシュテッテンの東側をシュムッター川が、西側をシュヴァインバッハ川が流れている。

### 自治体の構成
自治体シェルシュテッテンは、7つのゲマインデタイル（地理上の地区）からなり、2つのゲマルクング（行政/統計上の管区）に分けられる。
- シェルシュテッテン
  - エルクハウゼン
  - ベルクヘーフェ
  - ブルーダーホーフ
  - ガイゼルホーフ
  - ゲルン
- コンラーツホーフェン
  - ヒルポルツベルク

## 歴史

### 自治体の成立まで
現存していない城は、アウクスブルク司教領のミニステリアーレであったシェルシュテッテン騎士家の所有であった。この騎士家は1370年までここを拠点とした。中世にはアウクスブルク聖霊病院が村の面積の 2/3 を所有し、残りを聖ウルリヒおよびアフラ帝国修道院が領した。1803年の帝国代表者会議主要決議以降、この集落はバイエルン領となった。バイエルン王国の行政改革に伴う1818年の自治体令によって現在の自治体が成立した。

### 町村合併
バイエルン州の地域再編に伴い、1974年5月1日にコンラーツホーフェンがこの町に合併した。

## 住民

### 人口推移
1988年から2018年までの間にこの町の人口は912人から1,043人へ、131人 14.4 % 増加した。

## 行政

### 議会
シェルシュテッテンの町議会は12議席からなり、これに町長が加わり議長を務める。

### 首長
2008年5月からロベルト・ヴィッペルが町長を務めている。彼は2020年3月15日の選挙で 90.9 % の得票で6年の任期を得た。

### 紋章
図柄: 左右二分割。向かって左はさらに赤、緑、銀に左右三分割されている。向かって右は黒地で、金のクローバー型十字が縁に接することなく描かれている。基部には金の三峰の山があり、その中を青い川が横切って流れている。